# Odo von Urgell
Odo von Urgell (Katalanisch: Ot, Odó oder Dot Spanisch: Odón) (* 1065; † 1122) war Bischof von Urgell. In der römisch-katholischen Kirche wird er als Heiliger verehrt.

## Leben
Odo stammte aus der Familie der Grafen von Pallars Sobirà. Er war der Sohn des Grafen Artal I. und seiner Ehefrau Lucía de la Marca. Deshalb ist er auch unter dem Namen Odo von Pallars (Spanisch: Odón de Pallars) bekannt. Seit 1087 war er Diakon von Seu d’Urgell. Guillermo Arnaldo de Montferrer, von 1092 bis 1095 Bischof von Urgell, und das Domkapitel von Urgell bestimmten, dass Odo nach dem Tod von Bischof Guillermo Arnaldo de Montferrer dessen Nachfolger werden solle. So geschah es 1095. Als Bischof sorgte er in vorbildlicher Weise für die Armen.
Bischof Odo wurde im Kloster Santa Maria im Dorf Gerri de la Sal bei Baix Pallars beigesetzt.

## Verehrung
Bischof Odo wurden viele Wunder zugeschrieben. 1133 ließ Bischof Pedro Berenguer, Odos Nachfolger, Odo in das Verzeichnis der Heiligen eintragen. Sein Gedenktag ist der 7. Juli.
Odo ist einer der Schutzpatrone der Stadt La Seu d’Urgell.